# Reproductor multimèdia

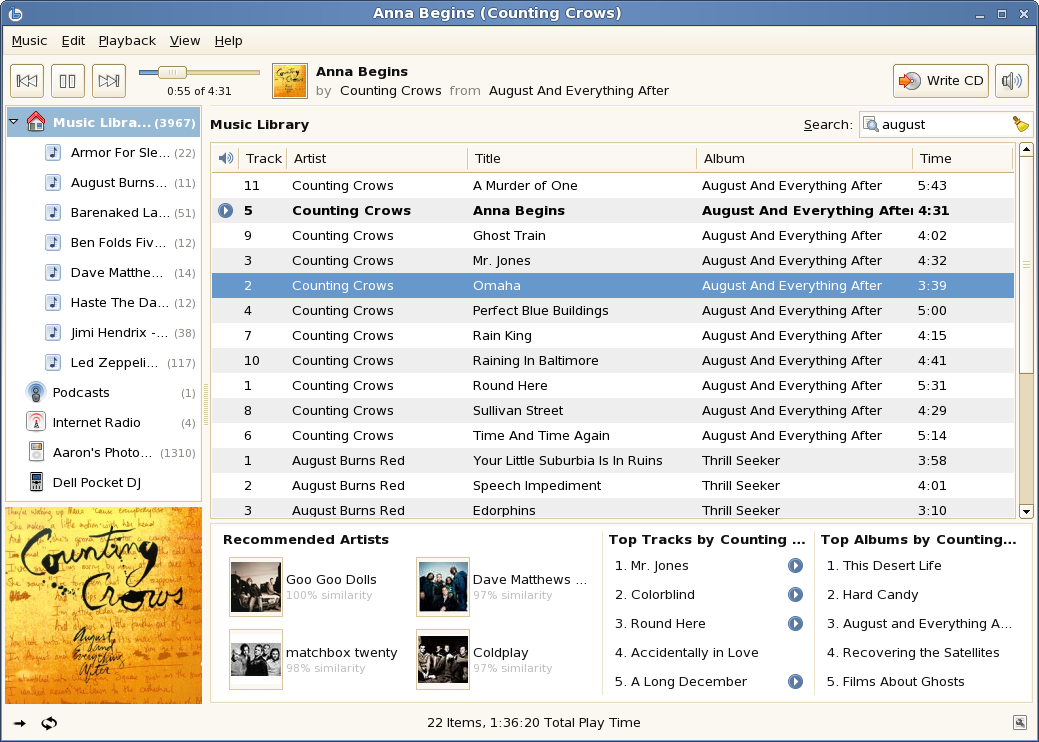
Interfície de navegació d'arxius multimèdia del reproductor Banshee.

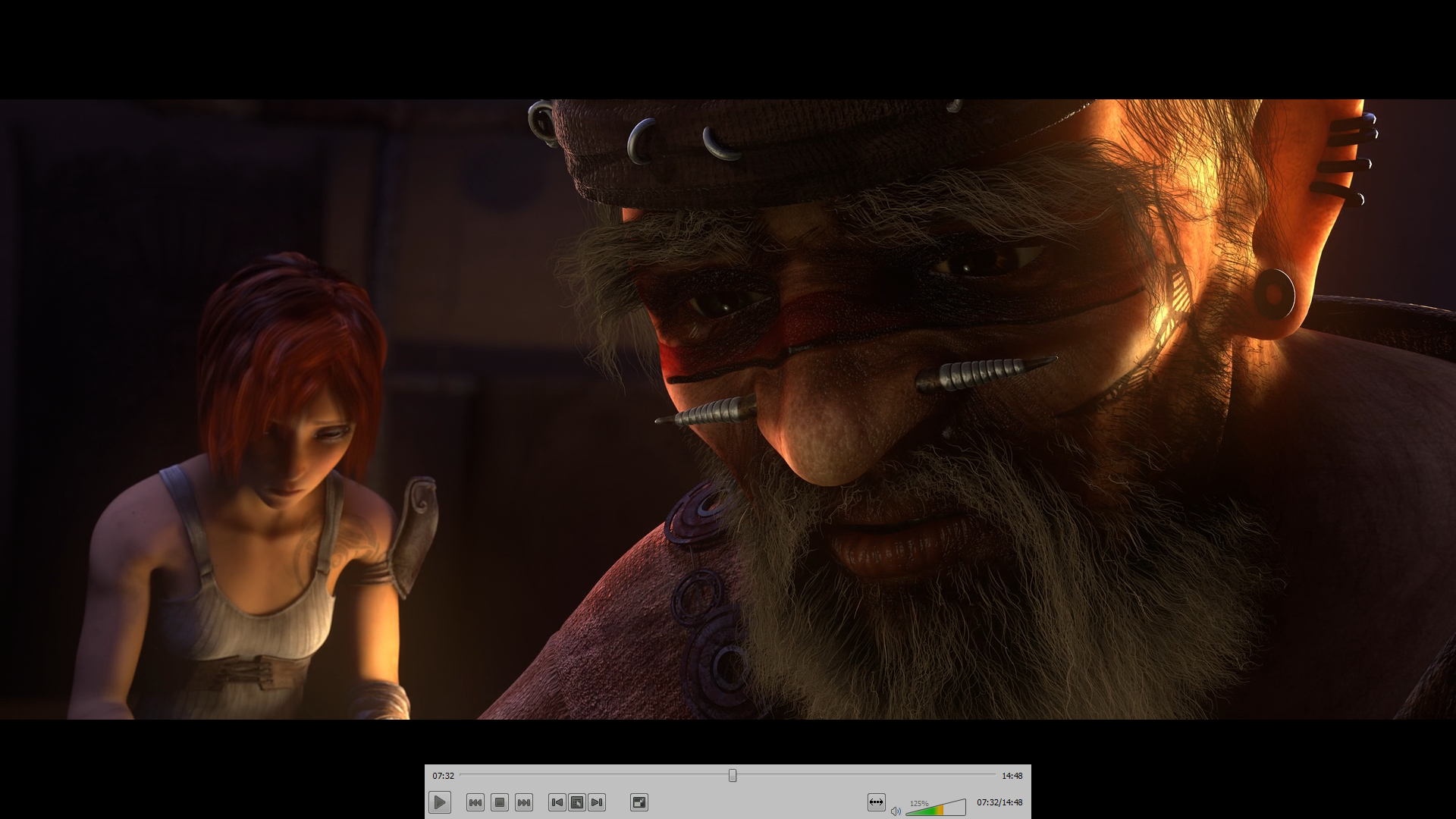
Imatge d'un vídeo visualitzat amb el reproductor multimèdia VLC.

Un reproductor multimèdia és un programa informàtic que permet la reproducció d'àudio, de vídeo i d'imatges.

## Llista de reproductors multimèdia
- Amarok
- Banshee
- iTunes
- Kaffeine
- RealPlayer
- Rhythmbox
- Songbird
- Totem
- VLC media player
- Winamp
- Windows Media Player
- XMMS